# 东方之门
东方之门（英語：Gate of the Orient）是位于中国江蘇省苏州市金鸡湖畔的一座301.8米高的摩天大楼。这座摩天大楼有着独特的构造：整个楼基礎是双子塔结构，但在顶部双塔合二为一，构成一扇拱门的形状。这座大楼2004年奠基，但真正开工却已经拖到了2008年，曾預計于2013年竣工，但因顶部穹顶施工难度大，施工时间延长至2015年，且已经三次向业主延期交付，2017年更是面临第四次违约。如今东方之门的住宅几乎已全部售出，楼内也已经有多家商铺运营。但东方之门商场在2018年底仍在招商中，顶楼空中园林及观景平台尚未开放。。大楼开发商乾宁置业已将51%的股权以12.86亿元的价格转让给了金鹰商贸集团。

## 中國之最
据称竣工后的东方之门，将拥有“世界第一门”、“中国结构最复杂的超高层建筑”、“中国单位用钢量最大的建筑”以及“中国最高的园林”、“中国最深的私家酒窖”、“中国最高的过街天河”、“中国最高无边际泳池”纪录，毫无悬念地成为苏州新地标。
其建筑外形被媒体和网友议论像是条秋裤。

## 交通方式
蘇州轨道交通1號線、3号线通過東方之門下方，於旁邊設有東方之門站與出入口。

## 圖片

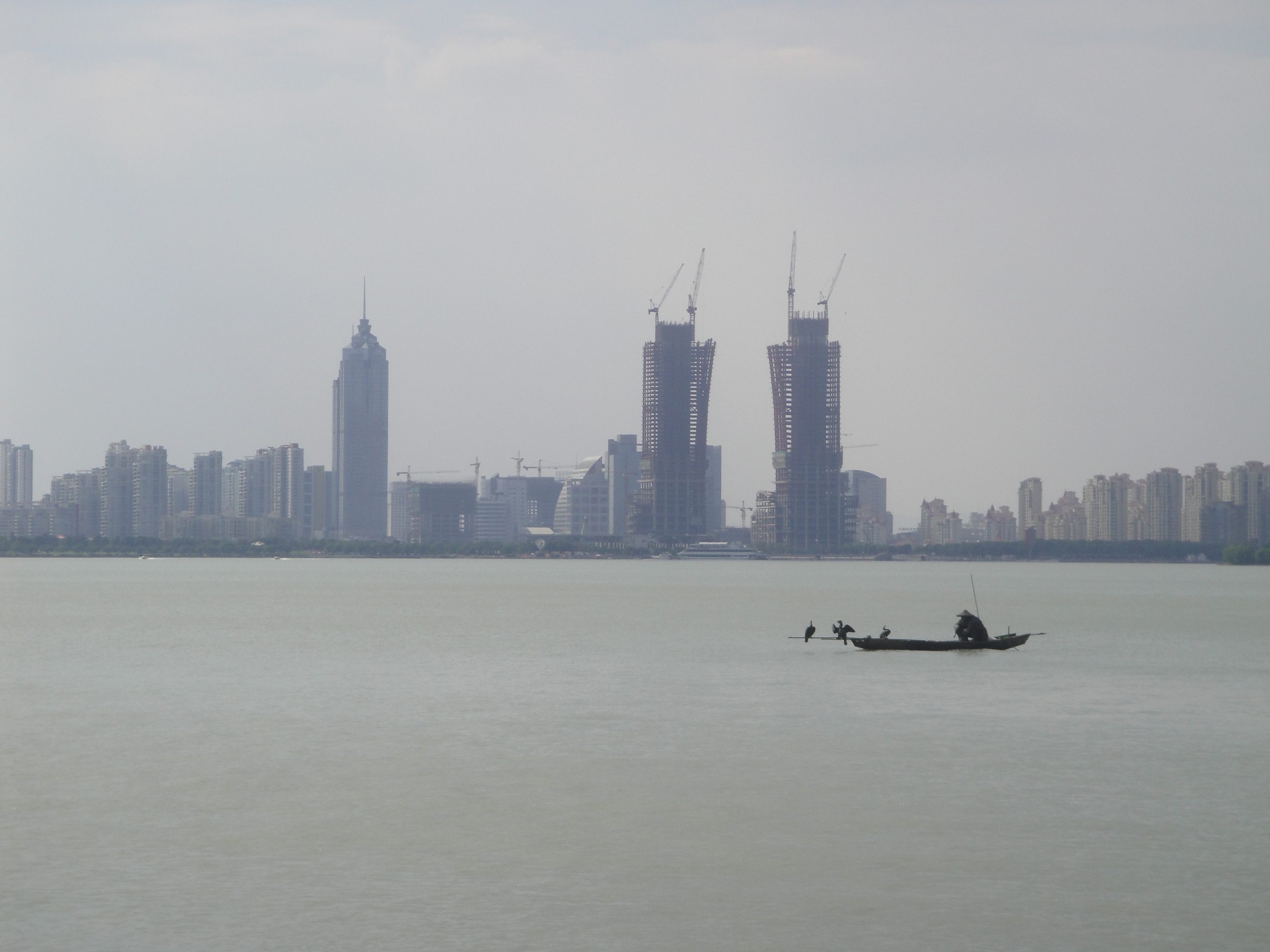
2011年10月
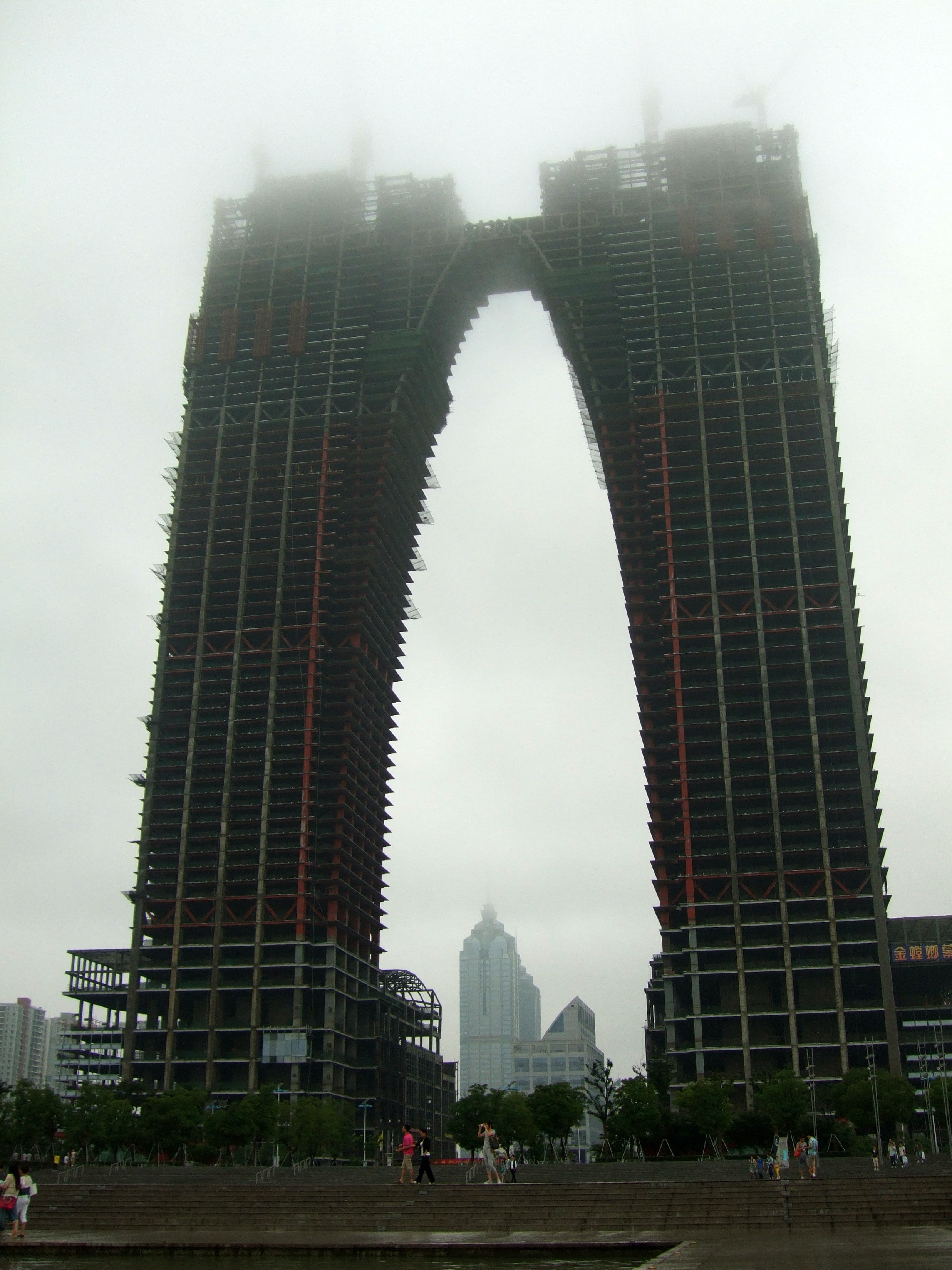
2012年6月
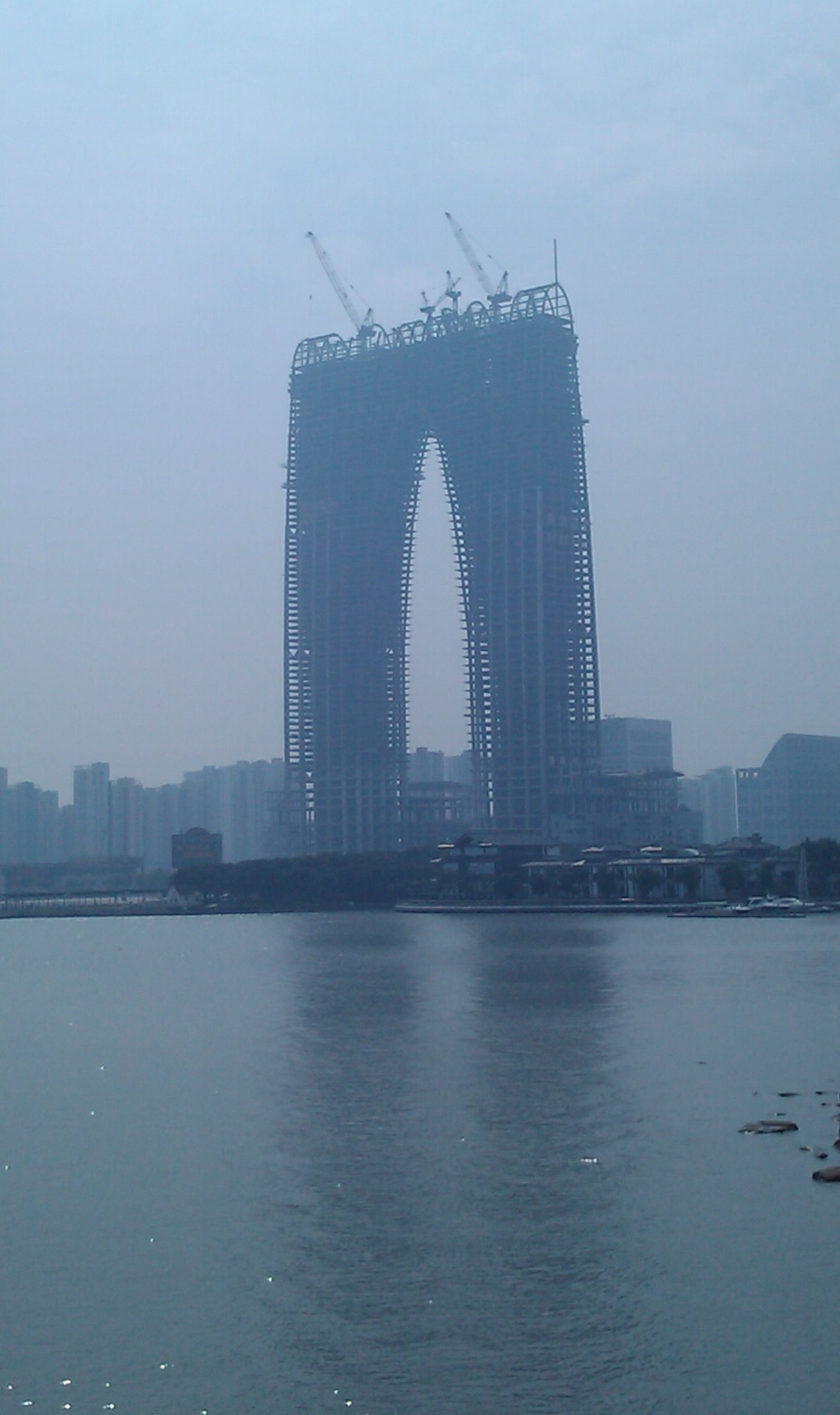
2012年10月
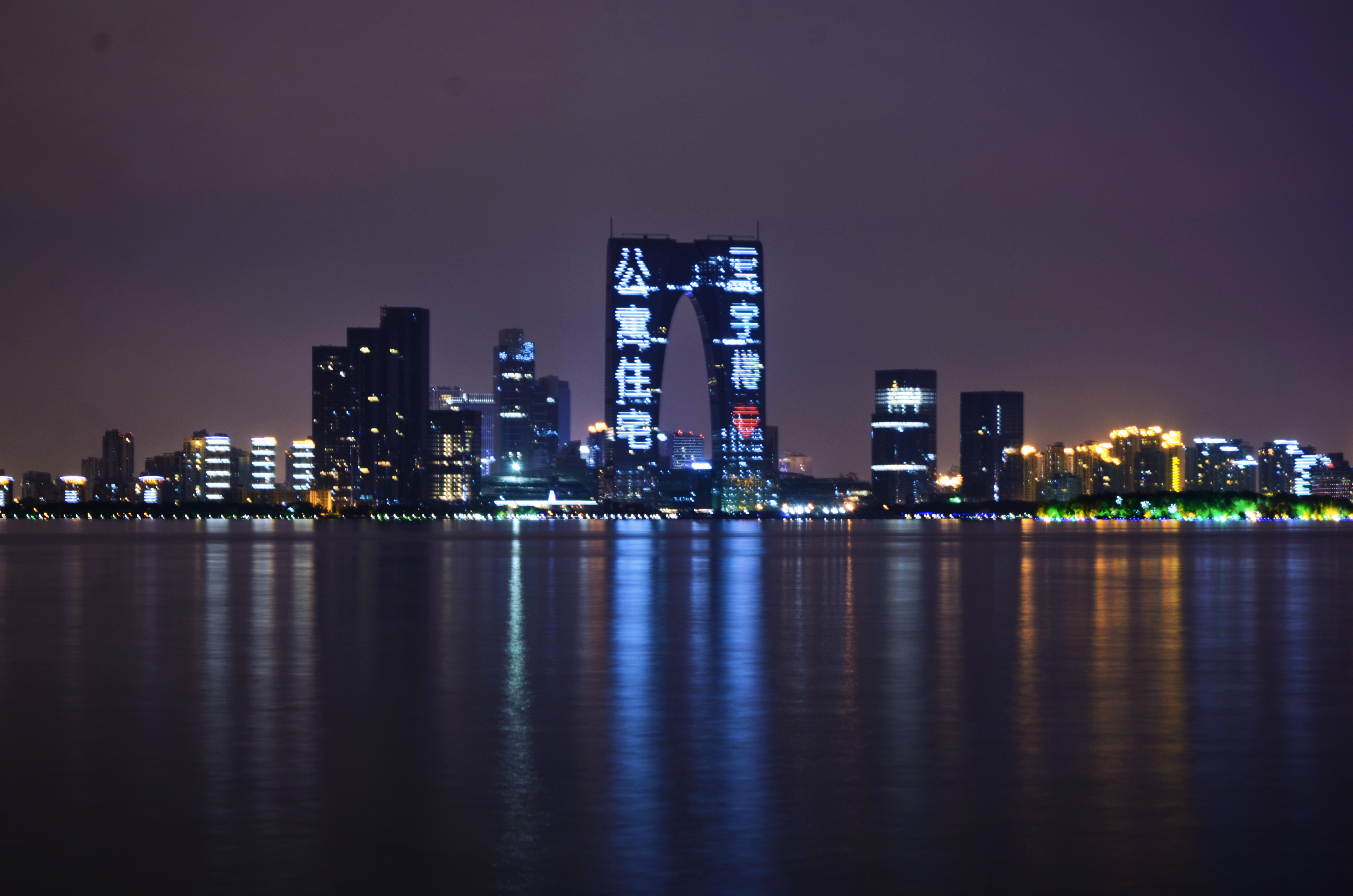
2016年11月12日
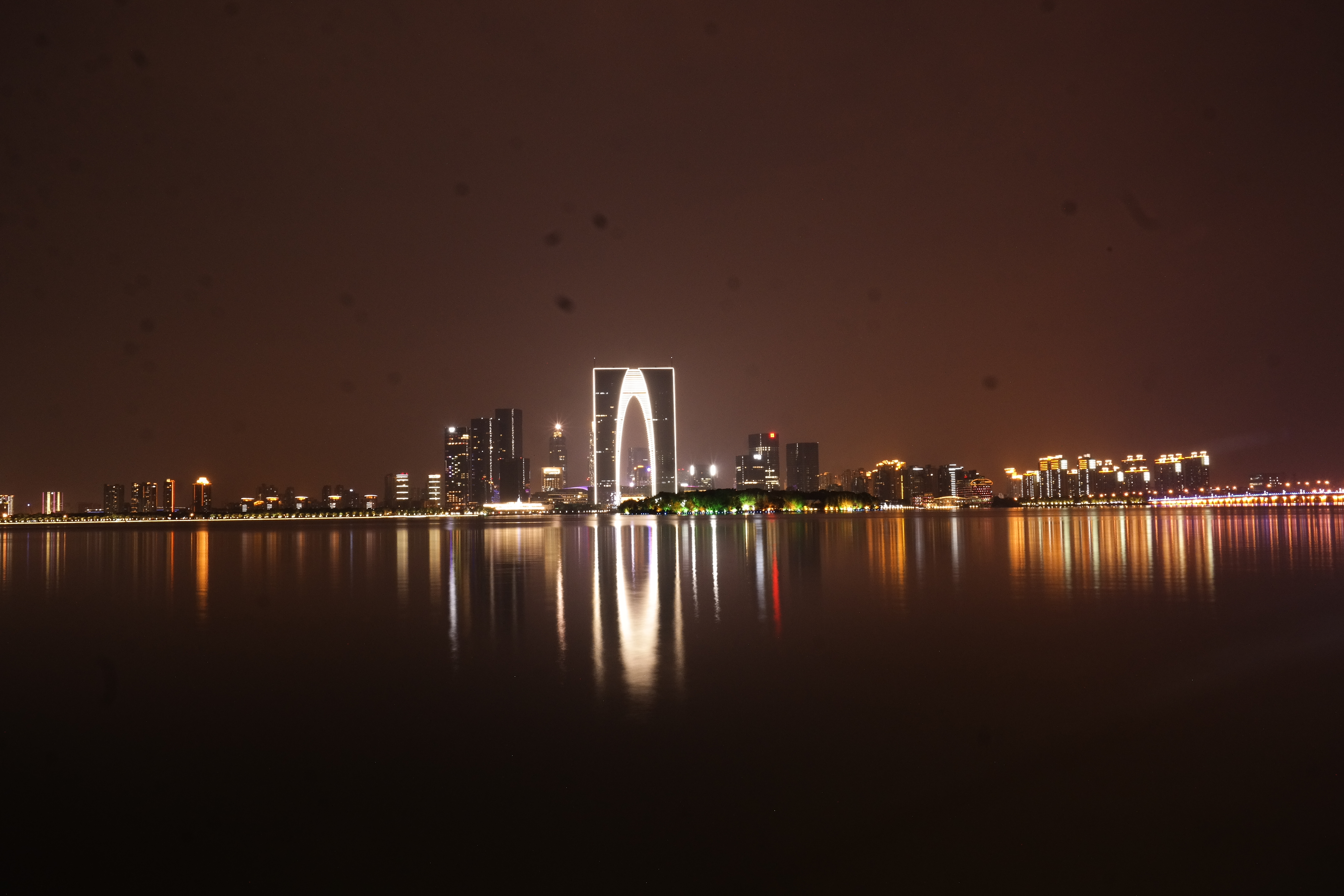
2017年10月26日
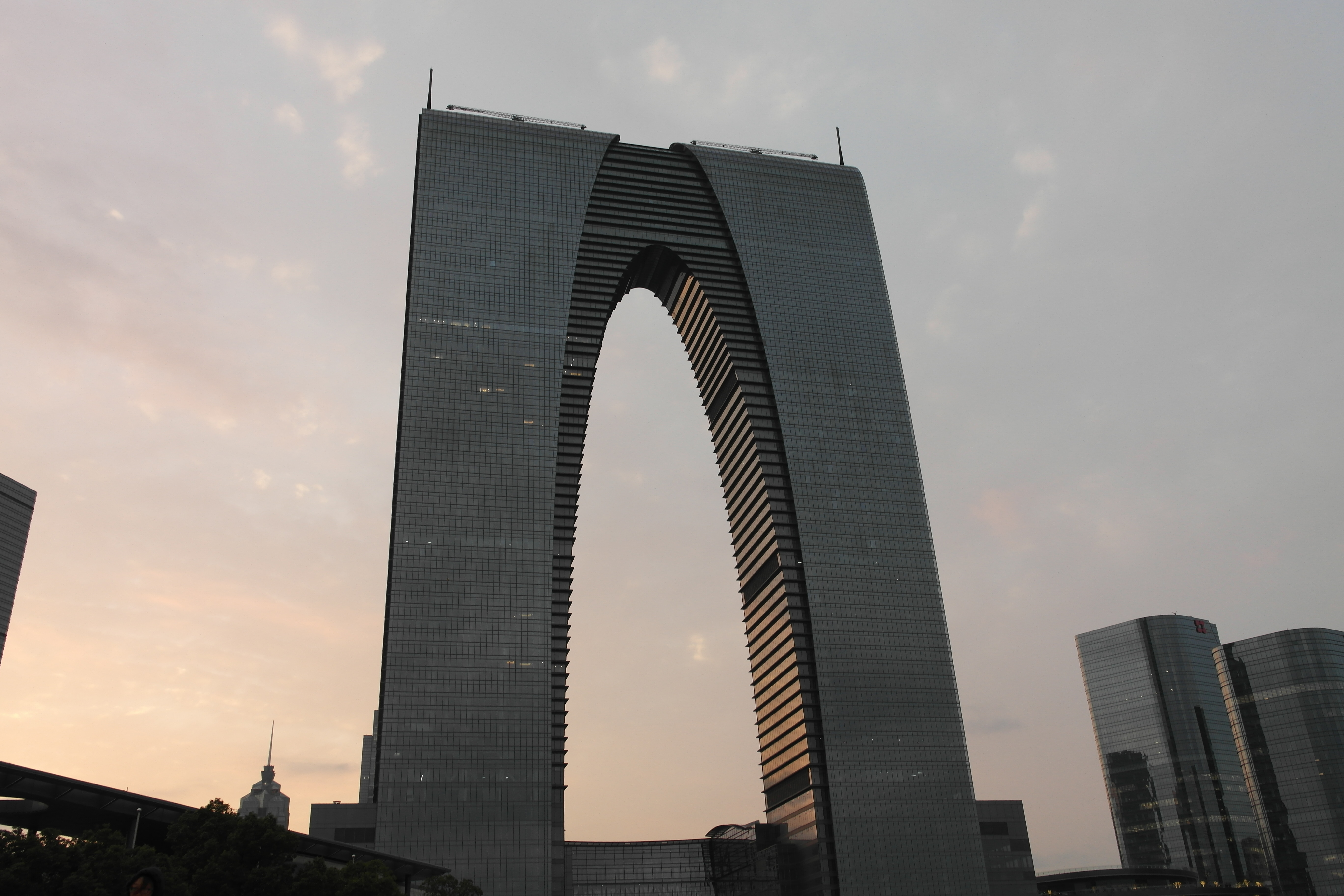
2017年11月18日
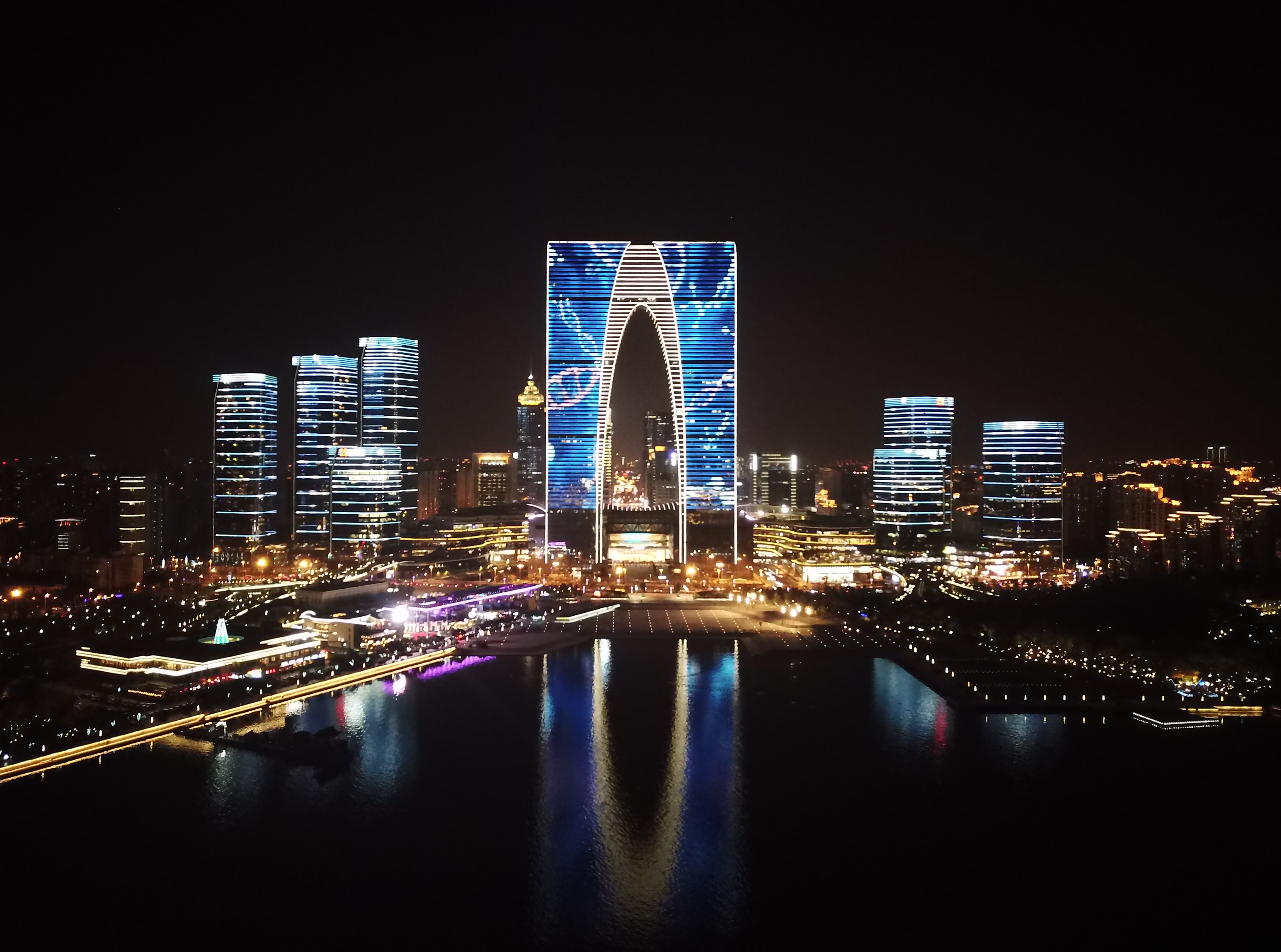
2019年11月9日
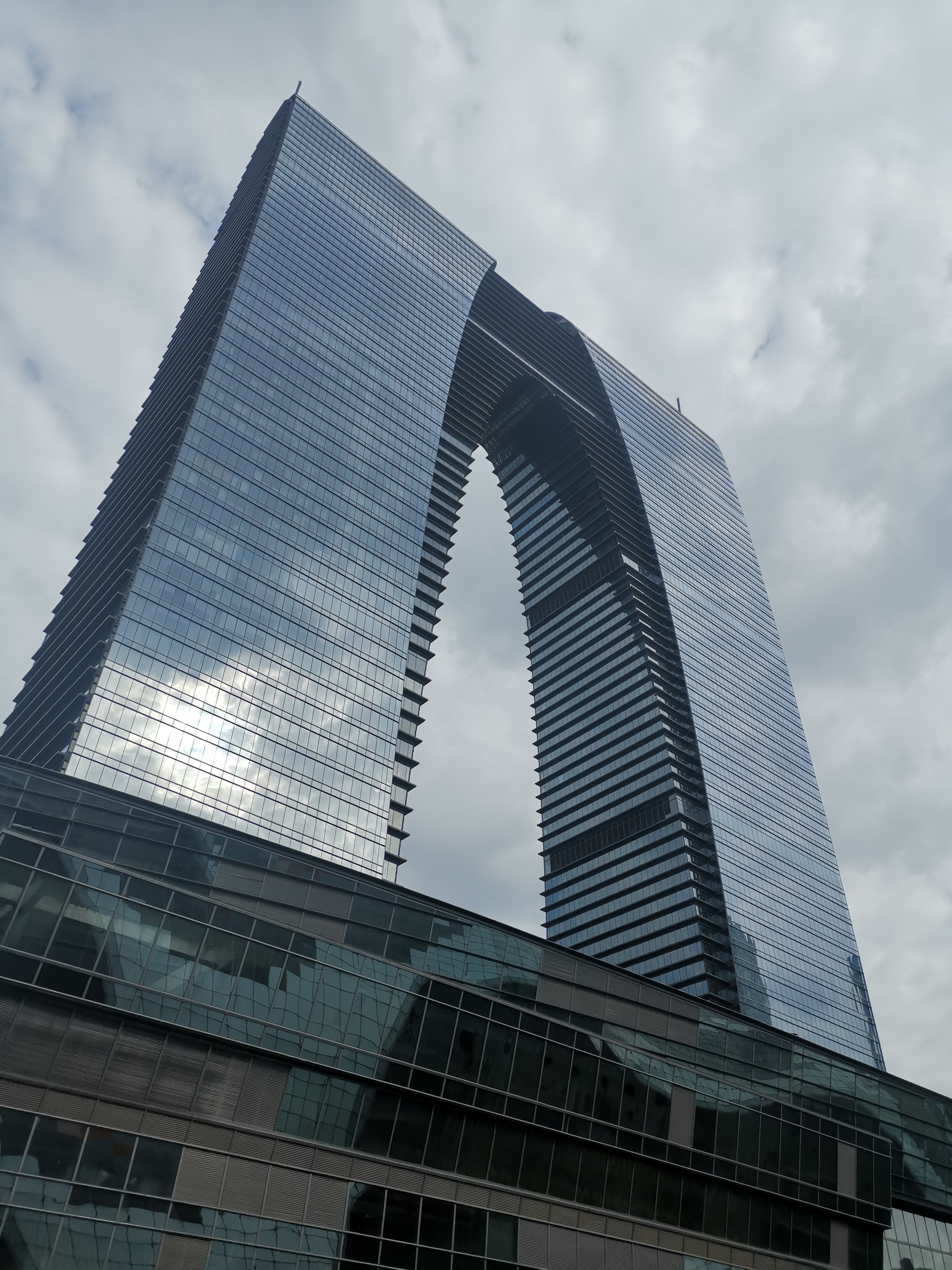
2020年10月